# میستیک (برنامه نظارتی)
میستیک یک برنامه پنهانی است که از سال ۲۰۰۹ (میلادی) آژانس امنیت ملی ایالات متحده آمریکا از آن برای گردآوری فراداده و همچنین گفتگوی تماس‌های تلفنی چندین کشور استفاده می‌کرده‌است. وجود این برنامه در مارس ۲۰۱۴ با افشای اسناد ادوارد اسنودن آشکار شد.
میستیک بر پایه فرمان اجرایی ۱۲۳۳۳ کار می‌کند.

## تاریخچه
برنامه میستیک در سال ۲۰۰۹ آغاز به کار کرد اما در سال ۲۰۱۱ (میلادی) به اوج توان خود در گردآوری ۳۰ روزه درونمایه همه تماس‌های تلفنی یک کشور رسید. اسناد افشا شده در سال ۲۰۱۳ (میلادی) نشان دادند که گستره میستیک می‌تواند تماس‌های تلفنی کشورهای دیگر را هم در بر بگیرد.
در ۱۸ مارس ۲۰۱۴ وجود این برنامه برای نخستین‌بار در روزنامه واشینگتن پست بر پایه اسناد ادوارد اسنودن منتشر شد. گزارش شده که آژانس امنیت ملی توانایی ضبط همه تماس‌های تلفنی «یک کشور نامشخص» را دارد.
در ۹ مه ۲۰۱۴ روزنامه آنلاین اینترسپت نام یکی از این کشورها که گفتگوی تلفنی مردم آن کشور، ضبط می‌شوند را منتشر کرد. این گزارش همچنین از سه کشور دیگر نام برد که فراداده تلفنی مردم آن ضبط و نگهداری می‌شوند.

## هدف
با استفاده از یکی از زیر برنامه‌های میستیک با نام رمز سُمالگِت، آژانس امنیت ملی، متن گفتگوی تلفنی «تقریباً هر کسی» را برای ۳۰ روز ضبط و بایگانی می‌کند. پس از ۳۰ روز، این تماس‌ها با تماس‌های تلفنی تازه، جایگزین می‌شوند. اگرچه این نگرانی وجود دارد که آژانس امنیت ملی ممکن است گردآوری و نگهداری بی‌پایان تماس‌های تلفنی را آغاز کرده باشد.
با اینکه تحلیل‌گران آژانس امنیت ملی، تنها می‌توانند به کمتر از ۱٪ تماس‌های تلفنی گردآوری شده از طریق میستیک گوش دهند هر ماه، میلیون‌ها پیام صوتی برای پردازش و نگهداری به آن فرستاده می‌شوند.
یکی از نمایندگان اتحادیه آزادی‌های شهروندی آمریکا از این برنامه انتقاد کرده و می‌گوید که امروز، آژانس امنیت ملی می‌تواند هرچه را که بخواهد ضبط کند. او همچنین خاطر نشان کرد که میستیک، نخستین عملیات نظارتی آشکار شده آژانس امنیت ملی است که می‌تواند همه سامانه مخابراتی یک کشور را ضبط و نگهداری کند.

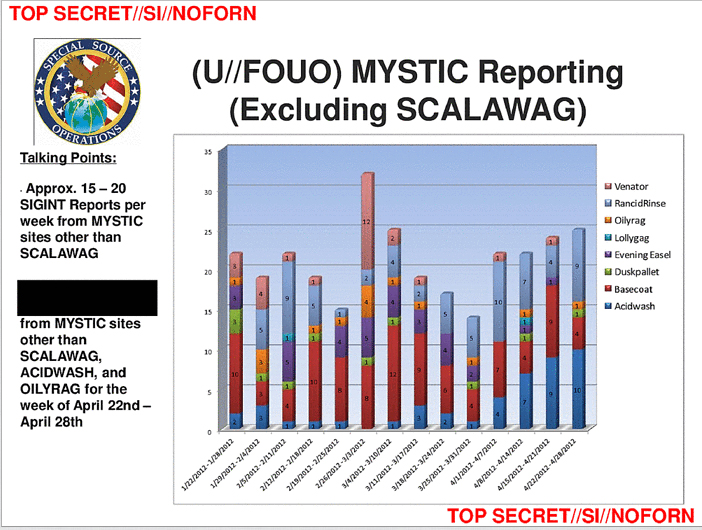
گردآوری فراداده و گفتگوی تماس تلفنی میستیک در فیلیپین با نام رمز VENATOR، در مکزیک با EVENINGEASEL، در کنیا با DUSKPALLET، در باهاما با BASECOAT، انجام می‌شده‌است. این نمایه، شمار گزارش‌های گردآوری شده از این چهار کشور، به همراه یک کشور ناشناس دیگر از ژانویه تا آوریل ۲۰۱۲ است.

## هدف‌ها
در سال ۲۰۱۳ آژانس امنیت ملی، همه فراداده تماس تلفنی پنج کشور را گردآوری کرد. بر پایه‌گذارش ۱۹ مه ۲۰۱۴ روزنامه آنلاین اینترسپ این پنج کشور: مکزیک، فیلیپین، کنیا، باهاما، و یک کشور ناشناس دیگر هستند.
در مورد باهاما و آن کشور ناشناس دیگر، آژانس امنیت ملی، نه‌تنها فراداده بلکه خود گفتگوهای تلفنی را نیز ضبط کرده‌است. این کار با زیربرنامه سُمالگِت انجام شد.
اسناد آژانس امنیت ملی اینگونه می‌رسانند که نظارت گسترده غیرقانونی بر باهاما به خاطر دستگیری قاچاقچیان مواد مخدر است. اگرچه حکومت فدرال ایالات متحده آمریکا ادعا می‌کند که این اطلاعات را با حکومت باهاما هم‌رسانی می‌کند اما در حقیقت، هنوز چنین کاری نکرده‌است.

### افغانستان
در مارس ۲۰۱۴ معاون مدیر آژانس امنیت ملی، جان سی. اینگلیس گفت که آن کشور دیگر، عراق است. اما در ۱۹ مه همان سال، تحلیل منتشر شده در وبگاه کریپتوم، آن کشور دیگر را افغانستان معرفی کرد. چهار روز بعد در ۲۳ مه، ویکی‌لیکس نیز کشور دیگری که آژانس امنیت ملی، همه تماس‌های تلفنی آنرا گردآوری می‌کند را افغانستان معرفی کرد.
در ۹ سپتامبر ۲۰۱۵ اداره‌کننده آن هنگام آژانس امنیت ملی، جیمز کلپر گفت که افشای گزارش برنامه‌های میستیک و/یا سُمالگِت باعث شده که حکومت افغانستان به سرعت یک برنامه اطلاعاتی مهم را ببندد. به گفته او: «این برنامه، تنها و مهمترین منبع محافظت از نیروها و هشدار برای مردم ما در افغانستان بود.»